# شهرستان پلشف
شهرستان پلشف (به لهستانی: Powiat Pleszew) یک شهرستان در لهستان است که در استان لهستان بزرگ‌تر واقع شده‌است. شهرستان پلشف ۷۱۱٫۹۱ کیلومتر مربع مساحت و ۶۱٬۹۵۱ نفر جمعیت دارد.